# Sphecodes marginatus
De Sphecodes marginatus (tên tiếng Anh: verscholen dwergbloedbij) là một loài Hymenoptera trong họ Halictidae. Loài này được Hagens mô tả khoa học năm 1882.